# 仕掛人・藤枝梅安の登場人物
この記事では、池波正太郎の小説『仕掛人・藤枝梅安』の登場人物を一覧で解説する。

## 梅安とその関係者
藤枝梅安
主人公。普段は腕のいい鍼医者として暮らしているが、凄腕の仕掛人という裏の顔を持つ。坊主頭に、六尺（180cm）ほどの大男で両目はドングリのように小さく、額は大きく張り出し無骨な印象がある。その仕掛料（報酬）は高額で、最低でも50～70両の大金が支払われる。場合により、20両ほどで引き受けたこともあり、作中最高額は300両。テレビの必殺シリーズのように僅かな金で殺しを請け負うこともなければ、殺しの依頼も理不尽に死に追いやられたことへの恨みによるものに限らない。
針師（鍼灸医）であるため、やはり殺しにも針を使うことが多いが、短刀、毒薬なども使うことがある。殺しの際に使用する針は治療用のものよりも太く、長さは三寸余（約10センチ）である。
明和元年に駿河の藤枝宿の桶職人の長男（幼名は初出・梅吉だったが、後に庄太と記述された）として生まれたが父が病死したのち、母親が幼い妹だけを連れ、流れ者の男と出奔してしまった。妹とは後に殺しの標的として再会し、自分の手で始末することになった。その際、前述のとおり、それ以降の女殺しは気がすすまなくなるのだが、その理由は妹の事件の絡みで以前に料亭の女将を仕掛けた後味がよくなかったためである。その後、旅籠で下働きをしていたところを、針医者の津山悦堂（つやまえつどう）に拾われ、京都で鍼医者としての手ほどきを受けることになる。悦堂が後に亡くなったとき、梅安は25歳となっていたが既に悦堂の代わりに鍼がうてるほどになっていた。しかし、近くに住む剣術道場主の妻と不倫関係になり、夫にばれた際の妻のついた嘘を許すことが出来ず（梅安に無理矢理に手込めにされたと主張した）、初めて人を殺害。後に京都を出奔したことが仕掛人となるきっかけであった。（寛政11年で35歳）。住所は江戸・品川台町の雉子の宮の近く。
劇画版では殺人稼業と、人間性・善性との狭間で苦悩する姿が強調され、妹を手にかけたトラウマに苦しみ続けたり、そのために悪党に出くわすと衝動的に殺してしまったりする。そうした自分自身への救済として、鍼医者としてはことさら篤志家としてふるまい、おもんの亡夫との間の息子、芳太郎を直弟子として親身に育成している。
彦次郎
梅安の親友兼相棒。年齢は初登場時42歳。浅草で房楊枝作り職人として暮らしており、その品質も良いことから町の評判もあるのだが、裏の顔は吹き矢を得意とする仕掛人で、その世界では梅安と共に名を知られている。下総・松戸の貧乏な農家に生まれた彼は家を飛び出て放浪の後、馬込の万福寺で寺男となり、その寺の世話で妻・おひろを得、娘をもうけた。しかし無頼浪人に妻を犯され、そのことが元で妻は娘を道連れに自殺することになる。このことが仕掛人稼業に足を踏み入れる遠因となっている。梅安の協力を得て妻子の仇を倒した後は、梅安に絶対の信頼を寄せ、彼のサポートを務めることが多くなった。
掟に反した「蔓」の田中屋久兵衛を梅安と図って暗殺するなど、時として行動は大胆である。梅安と共に白子屋を敵に回した件で浅草の自宅を失い、以降は品川台町の梅安宅で暮らしている。もともとは短編「梅雨の湯豆腐」の主人公。年齢、幼時のエピソードをはじめ、豆腐好きなところなど様々な設定が重なるが、短編のほうは急ぎ働きの盗賊だった過去、結末で迎える悲劇など相違点も多い。
小杉十五郎
梅安の親友である浪人剣士。非常に律儀な性格で、千住の遊女・お仲の家族の仇を討つべく行動していた時に偶然から梅安と知り合う。もともと三ノ輪に暮らしており、一手の指南を乞う為に立ち寄った牛堀道場の主・牛堀九万之助に気に入られ代稽古（代理の教師）を務めていた。が、師である九万之助が亡くなるときに小杉を跡目に指名したことから、跡目を狙っていた大身旗本の子弟らに襲われ、結果的に多数の武家人を返り討ちに斬り殺すこととなる。このため江戸でお尋ね者になってしまい、梅安の計らいで大坂の白子屋のもとに逃れたが、当初白子屋は梅安と「仕掛人にはしない」という約束をしていたのにもかかわらず、白子屋が小杉を仕掛人として使ったことから梅安と白子屋が全面的に対立、その後は梅安側に立ち助けている。彼の師匠である牛堀九万之助は元々は同じ池波正太郎の作品『剣客商売』シリーズの登場人物である。
劇画版では牛堀九万之助の師匠であるオリジナルキャラクター、浅井新之助の要請で食客として松平定信に仕えることになり、浪々の身から脱している。定信の元を離れてからは道場の師範となったが、そこでも斧太郎の刺客に狙われたことから危険を察し、梅安と彦次郎が斧太郎を仕掛けたのと前後して姿を消している。
映画『必殺仕掛人 春雪仕掛針』では、かつて妻と子供がおり、いずれも5年前に死んだと言う事が小杉自身の口から語られている。同作品のラストシーンで牛堀道場の件で恨みを買ったことも語られるが、それ以降の出来事は映画化されなかったため、江戸を去ることも白子屋に仕掛人として使われることもなく終わっている。
おせき
梅安の身の回りの世話をしている近所の百姓の女房。健啖な老婆で、生活面では梅安も頭が上がらない。
おもん
料亭「井筒」で働く35歳（初登場時）の女中。夫に死なれてからは一人息子を大工の父に預け、井筒で働いている。梅安の情事相手で梅安も心を許し、大事に思っているがその裏稼業のため自宅も教えないほど一線を引いた付き合いを続けていた。「井筒」主人が隠居した後は女主人となるもその際、梅安はおもんと別れる決心をし、前・井筒主人に手切れ金を渡した（作者急逝のため、その後は書かれていない）。

## 元締（蔓）
音羽の半右衛門
音羽の料亭「吉田屋」の主人で、小石川一帯の香具師の元締でもある。年齢40代後半で、小柄で身長も低く、原作上では「矮躯」「好々爺」などと表現されている。妻おくらは身長六尺（約180センチ）もある大女で、半右衛門が駕籠に乗るときにはおくらが抱え上げて駕籠に乗せてやったり、酔って外から帰ってきた夫を抱っこして布団に寝かしつけるなど、描写も面白い蚤の夫婦。しかし元締としての器は大きい。西村左内や峠の千蔵、半田の亀蔵といった仕掛人・密偵を手駒に持つ。もともと「殺しの掟」「強請」「顔」など梅安以外の池波正太郎作品に登場した元締だったが、テレビ版「必殺仕掛人」に梅安・左内とともに活躍したことから、その人気を受けて原作「梅安」に逆輸入されたキャラクター。「梅安」以外の作品では、仕掛けをためらう仕掛人の子を誘拐して仕事を強要したり、冷酷な一面を覗かせる怪爺として描かれていたが、「梅安」シリーズでは登場する元締として最も人格のある人物として登場、物語後半は江戸進出を企む白子屋と対立し、梅安側についてサポートを行った。
赤大黒の市兵衛
赤坂、田町の桐畑一帯の娼家を仕切る顔役。梅安に妹お吉の仕掛を依頼した人物。「梅安」以外の作品「梅雨の湯豆腐」にも登場する。
札掛の吉兵衛
本郷から下谷一帯を仕切る香具師の元締。梅安に度々仕掛けを依頼した人物。
漫画版のオリジナルエピソードでもしばしば登場。吉兵衛配下の仕掛人が物語に絡むことが多い。
萱野の亀右衛門
目黒・渋谷・麻布を仕切っていた香具師の元締。現在は隠居し、目黒の碑文谷に妻おさいと共に農業を営む老人。昔のしがらみで梅安に仕掛けを依頼することがある。
漫画版のオリジナルエピソードでもしばしば登場。
羽沢の嘉兵衛
本所・両国一帯を縄張りに持つ香具師の元締。第一作「おんなごろし」で部下・五名の清右衛門を通じて梅安に仕掛を依頼した。『梅安』以外にも『鬼平犯科帳』シリーズや『剣客商売』シリーズ、その他多数の池波正太郎の作品にも度々登場している。なお、この嘉兵衛は長編・「闇の狩人」で暗殺されており、その後を五名の清右衛門がついでいる。

## 白子屋一味
白子屋菊右衛門
大坂から京都にかけての香具師の元締で、池波正太郎の別作品『鬼平犯科帳』（「麻布ねずみ坂」）にも登場する。梅安と相互に信頼も厚い人物で、牛堀道場の跡目事件で江戸を追われた小杉十五郎を保護するなど信頼出来る人物として描かれていたが、後に梅安との約束を破って小杉を仕掛人として使おうとしたことから両名と対立し、己の威信に賭けて梅安抹殺を企むことになる、本作最大の仇敵。様々な刺客を送り込んだ。さらには江戸進出を目論み、江戸最大の元締である音羽の半右衛門と対立する。後に自ら江戸に乗り込んできて陣頭指揮を執ろうとしたところ、相討ち覚悟でアジトに特攻をかけた梅安によって殺された。
山城屋（笹屋）伊八
江戸・神田明神下で旅館「山城屋」を営む男だが、白子屋の腹心。山城屋の店は白子屋の江戸におけるアジトだった。白子屋が暗殺された後は千住大橋の船宿「笹屋」の主人となり白子屋の仇討ちに燃えるが、最期は梅安と小杉の一計によって倒される。
切畑の駒吉
大阪における白子屋の腹心で、白子屋亡き後の実質的な後継者。仇討ちのため様々な刺客を江戸に送り込んだ。後に白子屋同様江戸進出を狙い、障害となる音羽の半右衛門を暗殺しようと企む。
鵜の森の伊三蔵
白子屋が梅安暗殺のために送り込んだ刺客。患者に化けて梅安への騙し討ちを狙い、あと一歩まで迫ったが失敗。逃走の際おせきを傷つけたことが梅安の怒りに火をつけ、単身白子屋を討つきっかけとなる。後に老女に化けて再度梅安を狙ったが返り討ちにあった。
北山彦七
白子屋が梅安暗殺のため送り込んだ刺客。男色で同じく白子屋の手の者である田島と関係を持つ。白子屋が江戸に来た後は彼の身辺警護を行っていたが、山城屋に梅安が乱入した際、すでに梅安側に付いていた田島と差し違える形となって死亡。
田島一之助
白子屋が梅安暗殺のため送り込んできた若い刺客。辻斬りしながら江戸へ向かうなど冷酷な若者だが、途中で猛烈な腹痛を起こして苦しんでいたところを偶然旅途中だった梅安本人に助けられて梅安に恩義を感じ、白子屋との板挟みになりながら彼の身を守ろうとする。最後は山城屋に単身乗り込んだ梅安を救うため（結果的にそうなってしまった）、北山彦七と差し違えて死亡。
三浦十蔵
駒吉が送り込んだ刺客。小細工をせず真正面から攻める剣客で、梅安の自宅に堂々と突入して襲った。梅安をあと一歩まで追いつめるが、偶然帰宅した小杉のせいで失敗し、以後梅安自宅直近で内偵を行っていた（作者急逝のためその後が描かれていない）。
石墨の半五郎
駒吉が梅安暗殺のため三浦十蔵と共に送り込んだ刺客。三浦とは別行動を執り、患者の振りをして梅安に接近し不意打ちで暗殺しようと目論むが、実は以前に同じ手で伊三蔵が失敗していたことを知らなかったため、警戒していた梅安に簡単に気取られてしまいあっさり返り討ちに遭ってしまった。
平尾要之助
かつて白子屋の護衛だった平尾源七の弟で、駒吉によって江戸に送り込まれた刺客。兄の仇を討つために梅安を狙うが、実は梅安が白子屋を討ち取った際の混乱で梅安に与していた田島一之助によって殺されていたことは知らない。だが梅安宅を襲わんとしたとき、居合わせた浅井為斎に傷を負わされ、さらに梅安に腕を折られてしまう（作者急逝のためその後が描かれていない）。
おしま
音羽の半右衛門の密偵で、山城屋の情婦として潜入しており、さらに山城屋亡き後は平尾要之助に接近して内偵を進めるも、彼らに情が移り翻身、梅安らの敵に回ってしまった。

## その他
松平斧太郎
千石取りの旗本・松平家の嫡男。小杉の因縁ある相手。
牛堀道場を巡る後継者争いにおいて、弟・新次郎が小杉を闇討ちしようとして返り討ちにあって亡くなったため、家の面子をかけて小杉の命を狙っている人物。ことの発端となる『梅安初時雨』で彦次郎の吹き矢で右目を失明する。小杉の命を狙う人物としてたびたび名前が挙がるが、原作中では特に去就は明らかにされないまま終わる。
漫画版では、オリジナルエピソードとして原作後の斧太郎が描かれる。妹が将軍・家斉の寵愛を受けたことで家運が上向くも、一方で、小杉の敵として梅安に警戒されたり、元来の傍若無人な振舞いが災いして怨みを買ったりしたことが重なり、せっかく手に入れた御側衆の地位を間もなく失う。最終的には『遺恨始末』に始まる長編の最後で、屋敷から誘き出されたところを梅安の針で始末される（『梅安散財』）。

## 漫画版のオリジナル登場人物
音羽屋佐吉
半右衛門の甥で跡継ぎ。香具師の元締で、仕掛けの蔓。
白子屋の一件後しばらくして音羽屋一家の身代を継いだ青年。これ以降、基本的に音羽屋が蔓の案件は佐吉が梅安宅へ持ってくるようになる。実直な青年で機転も効くが、若さゆえの経験不足は否めなく、しばしば半右衛門や梅安の手間を取らせてしまう。時に梅安に諭されながらも徐々に元締として成長していく。自身も多少の腕の覚えがあり、必要に応じて自ら対象を仕掛けたり、自身の命を狙うものを返り討ちにしたりしている。
藤岡屋由蔵
元締（蔓）。古本屋の店主。
外神田にある古本屋「藤岡屋」の主で、噂の売り買いを生業とする男。人並み外れて好奇心の強い男で、何でも知りたがる性癖。商売の関係で仕掛人稼業や梅安を知り、蔓として梅安に仕掛けを依頼するようになる。蔓としての力量は未知数で、梅安以外にも仕掛けを依頼しているのか、そもそも梅安以前に仕掛稼業をしていたかも不明。得体の知れないところも多く、梅安からもそれほど信頼されていないが、少なくとも蔓として落ち度があったことはなく、仕掛ける相手を情報を使って嵌めたり、噂の売買で偶然得た情報で逆に梅安や彦次郎を助けることもある。梅安を納得させるために粋な計らいをすることも多い。
命の危険よりも好奇心を優先する度の過ぎた知りたがりで、本人も自覚している。しかし、改心した悪人の仕掛けを依頼した際は梅安に自分が仕掛けられる悪夢を見るなど、根の善良さをうかがわせる場面もある。
モデルは情報屋の走りと云われる須藤（藤岡屋）由蔵か。
芳太郎
おもんの亡夫との間の息子。
早くに父を失い、母とも引き離されて親の愛情に飢えた環境で育ったため、悪党とつるんでスリの真似事をするなどすっかり悪童になっていた。養育していたおもんの父が殺されてしまったのを機に、見かねた梅安より鍼医者の内弟子となる。当初は反発していたが、厳しくも親身な指導を受けて人間的にもめざましく成長をとげ、ついには独立して開業を許されるに到る（山城屋との決着が近かったため、無用の騒ぎに巻き込まないようにとの計らいでもあった）。人格的にも母親おもんから梅安に似てきたと評されるほど強い影響を受けている。梅安の裏の顔である仕掛け人稼業のことは全く知らされていない。
松平定信
陸奥白河藩藩主。元老中主座。実在の人物。
家斉に罷免され幕政からは遠ざかるも、依然として政治に一定の影響力を持つ。とあることから小杉を召し抱えることとなり、彼を信頼している。
『遺恨始末』において家斉への敗北を認め、家督を長男に譲って旧領伊勢桑名への転封を願い出る（史実と同じ）。その際に小杉に暇を出し、労いとして家伝の堀川国弘の脇差を与える。
水野忠友
老中主座。実在の人物。『梅安地獄針』（23巻）から始まる長編における敵役。
財政の専門家として家斉の信任を受ける古老だが、実態は帳簿の改竄により享保の改革や田沼の改革で得た資産を食いつぶしているだけであった。財政破綻が顕在化してくると御金蔵破りをでっち上げ帳尻を合わせようとしたが、想定以上に問題が大きくなり、その後始末のために仕掛人を雇う。そして仕掛人を雇ったこと自体を隠滅するため、実行者である梅安の命を狙う。
最期は自ら梅安宅に乗り込み、無礼討ちで合法的に殺害しようとするが、先手を打った梅安に半死半生の状態にされ、江戸城内で発作で亡くなる。
柏原弥次郎右衛門
名の知られた老剣客の幕臣。水野忠友のエピソードの途中（『梅安地獄針』）から登場した人物であり、その後も弟子・小四郎の一件などで登場する。
旗本や幕閣にもよく名の知られた剣豪だが、加齢から卒中を起こし半身不随となる。そこで梅安の針治療を受け、卒中前には及ばないが、それでも並の相手であれば引けを取らない程に奇跡的に回復する。その後、水野の件で、恩人の梅安を殺害する企みの片棒を担がされ苦難を抱える（この件は梅安と小杉の策略で穏便に解決する）。治療以外にも剣試合や、小四朗の教育で助けてもらい、逆に梅安の危機とあれば自ら用心棒を買って出るほどの誼を築く。
矢頭小四郎
柏原の弟子で「柏原道場の小天狗」と呼ばれる問題児。『梅安秋出水』より登場。
文武に秀でた逸材であるが堪え性が無く、周りとの軋轢が絶えない青年。見かねた柏原の依頼で梅安の家に住み込みで修業させられる。間もなく梅安の指導を受けて精神を大きく成長させ、彼を第二の師と仰ぐ。その後は短編エピソードの重要人物として再登場することも多い。
徳川家斉
江戸幕府第11代将軍。実在の人物。
物語の期間中における徳川幕府将軍であり、原作でも時折、名が登場する人物。首に酷い腫れ物ができたところを、梅安の治療を受け快方に向かう。
『梅安松之廊下』で再登場し、とある仕掛けのために梅安が江戸城にしばらく登城する必要に迫られ、その理由付けとして彼から回春の治療を施される。後に性豪将軍と呼ばれるほど絶倫になった背景に梅安の影響があったと含みが持たされている。
宝川秀甫
将軍家奥医師で家斉付の御典医。
自らの地位に固執する典型的な小悪党。家斉の首に腫れ物ができた時、膿を出すために肌に刃を入れることを恐れ多いとして躊躇ったために、病状を悪化させる。家斉が死んだ場合に責任を取らすため梅安を召出すが、逆に梅安が適切な治療を行って家斉の信頼を得てしまったため、自分の地位が脅かされると不安視するようになる。一流の暗殺者を雇って梅安の命を狙うが、刺客は返り討ちに合い、梅安もあえて何もしなかったため、何も音沙汰がないことに恐怖を抱く生活を送る。その後、『梅安松之廊下』で再登場し、梅安に利用される。
内村真人
北町奉行所同心。
同心ながら「許せぬ悪は殺す」という信念を持った男。懐に猫を抱えており、同僚達からの評判もあまりよくないが、剣術の腕は立つ。梅安の正体に勘づいているが、許せぬ悪を殺すための仲間として引き入れたいと考えている。
モデルは中村主水（藤田まこと）。
寺尾直之
徳川宗睦に仕える尾張柳生の剣客。返り討ちにあった同門の無念を晴らすため、小杉を追う。駕籠舁きの杖で真剣の小杉に挑み、上段雷刀の構えから親指を砕くという柳生厳包の慶安御前試合を再現して小杉を圧倒した。